# Galvanòmetre balístic

Configuració de la calibració del galvanòmetre balístic.

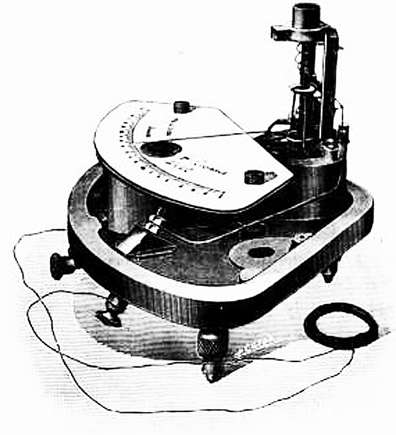
sador de flux Grassot, una forma de galvanòmetre balístic.

Arreglament de calibració del fluxmeter Grassot mitjançant un inductor mutu estàndard i una quantitat coneguda de descàrrega elèctrica. La configuració de la mesura és similar.

Un galvanòmetre balístic és un tipus de galvanòmetre sensible; un cas particular del galvanòmetre de mirall. A diferència d'un galvanòmetre que mesura el corrent, la part mòbil té un gran moment d'inèrcia, cosa que li dona un llarg període d'oscil·lació. És realment un integrador que mesura la quantitat de  càrrega descarregada a través d'ell, durant un cert temps. Pot ser tant del tipus de bobina mòbil com del tipus d'imant mòbil.

## Calibratge
Abans del primer ús cal determinar la constant balística del galvanòmetre. Això es fa generalment connectant al galvanòmetre un condensador conegut, carregat a una tensió elèctrica coneguda, i registrant la desviació. La constant K es calcula a partir de la capacitància C, la tensió V i la desviació d:
{\displaystyle K=CV/d}
on K s'expressa en coulombs per centímetre.
En operació, la quantitat desconeguda de la càrrega Q (en coulombs) és simplement:
{\displaystyle Q=kd}

## Fluxòmetre de Grassot
Una forma interessant de galvanòmetre balístic és el fluxòmetre de Grassot. Per funcionar correctament, el temps de descàrrega a través del galvanòmetre balístic regular ha de ser més curt que el període d'oscil·lació. Per a algunes aplicacions, especialment les que impliquen inductors, no es pot satisfer aquesta condició. El fluxímetre de Grassot ho resol. La seva construcció és similar a la d'un galvanòmetre balístic, però la seva bobina està suspesa sense cap força de restauració en el fil de suspensió o en els cables. El nucli (bobina) de la bobina és d'un material no conductor. Quan una càrrega elèctrica es connecta a l'instrument, la bobina comença a moure's dins del camp magnètic de l'imant del galvanòmetre, generant una força electromotriu oposada i arribant a una parada independentment del temps del flux actual. El canvi en la posició de la bobina només és proporcional a la quantitat de càrrega. La bobina es retorna a la posició de zero, manualment o invertint la direcció del corrent.